# Liste des plus hauts gratte-ciel de Brisbane
Depuis la construction du Westpac Building en 1970, 66 gratte-ciel (immeuble d'au moins 100 mètres de hauteur) ont été construits à Brisbane en Australie, soit le plus grand nombre de gratte-ciel des villes d'Australie après Sydney et Melbourne.
En juillet 2018 la liste des immeubles d'au minimum 120 mètres de hauteur est la suivante d'après Emporis;

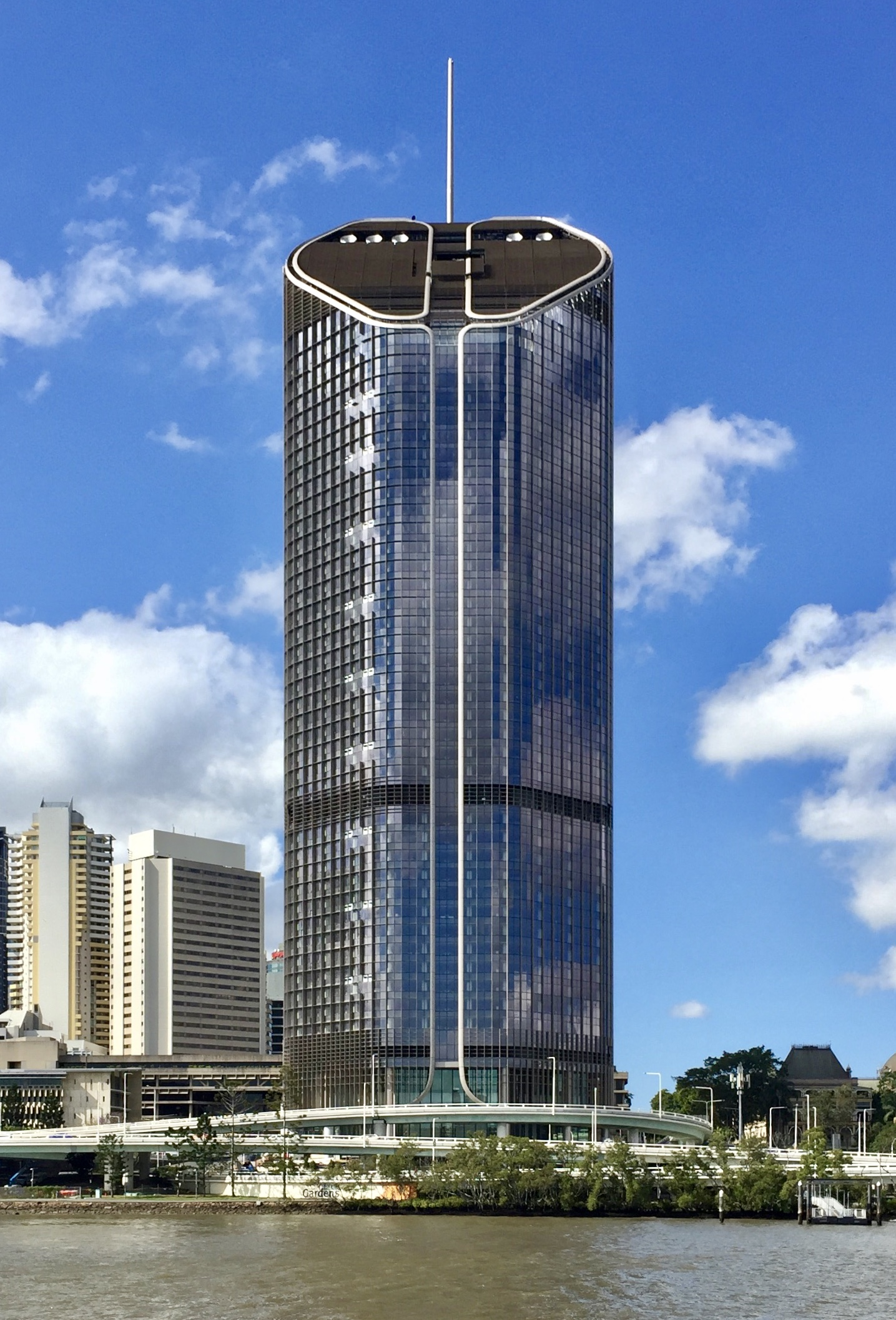
1 William Street

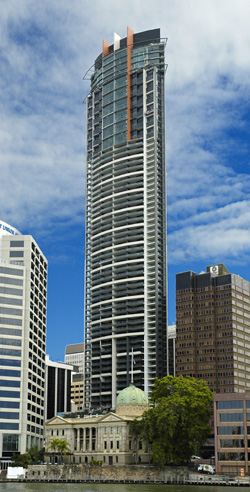
Aurora

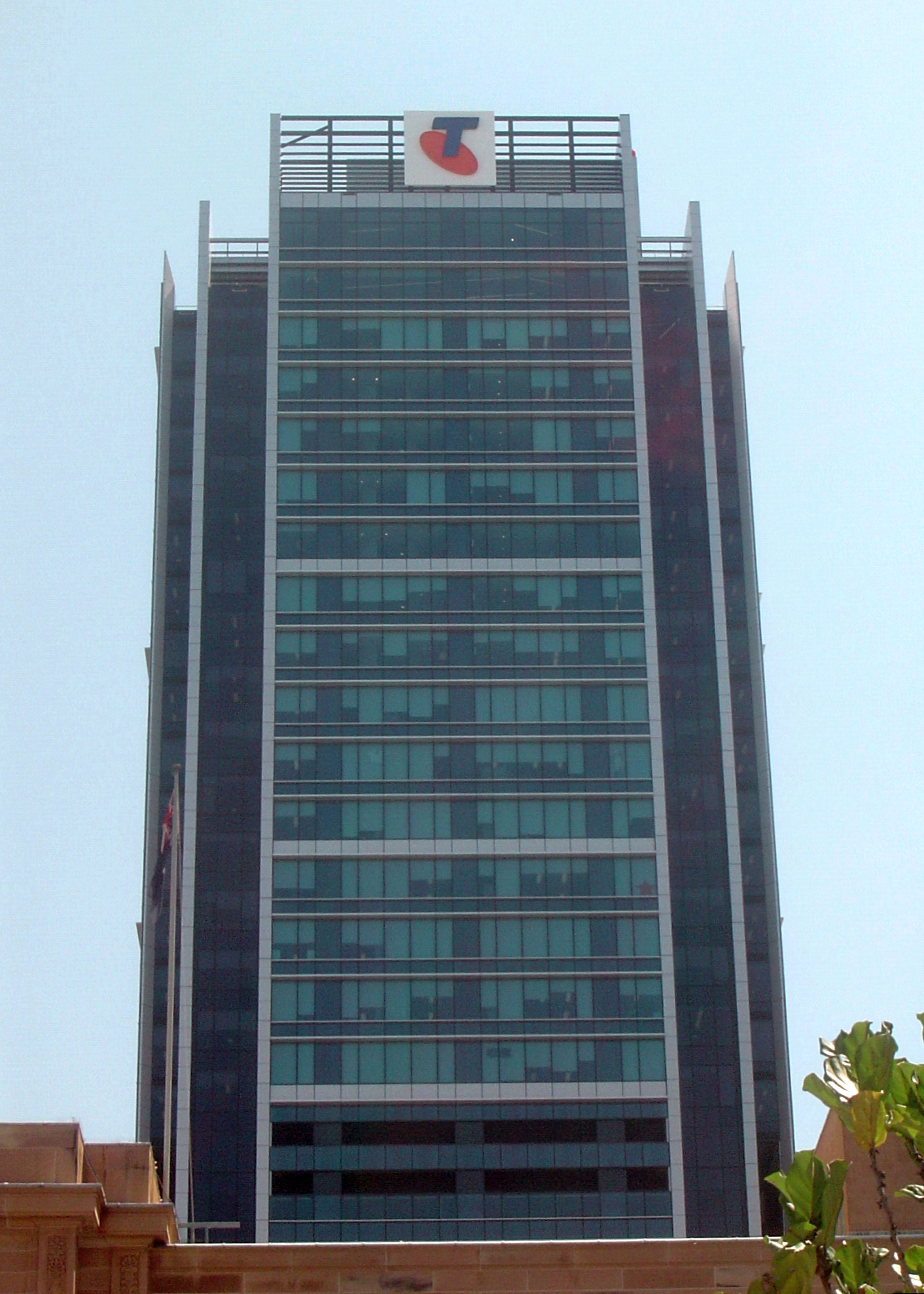
275 George Street

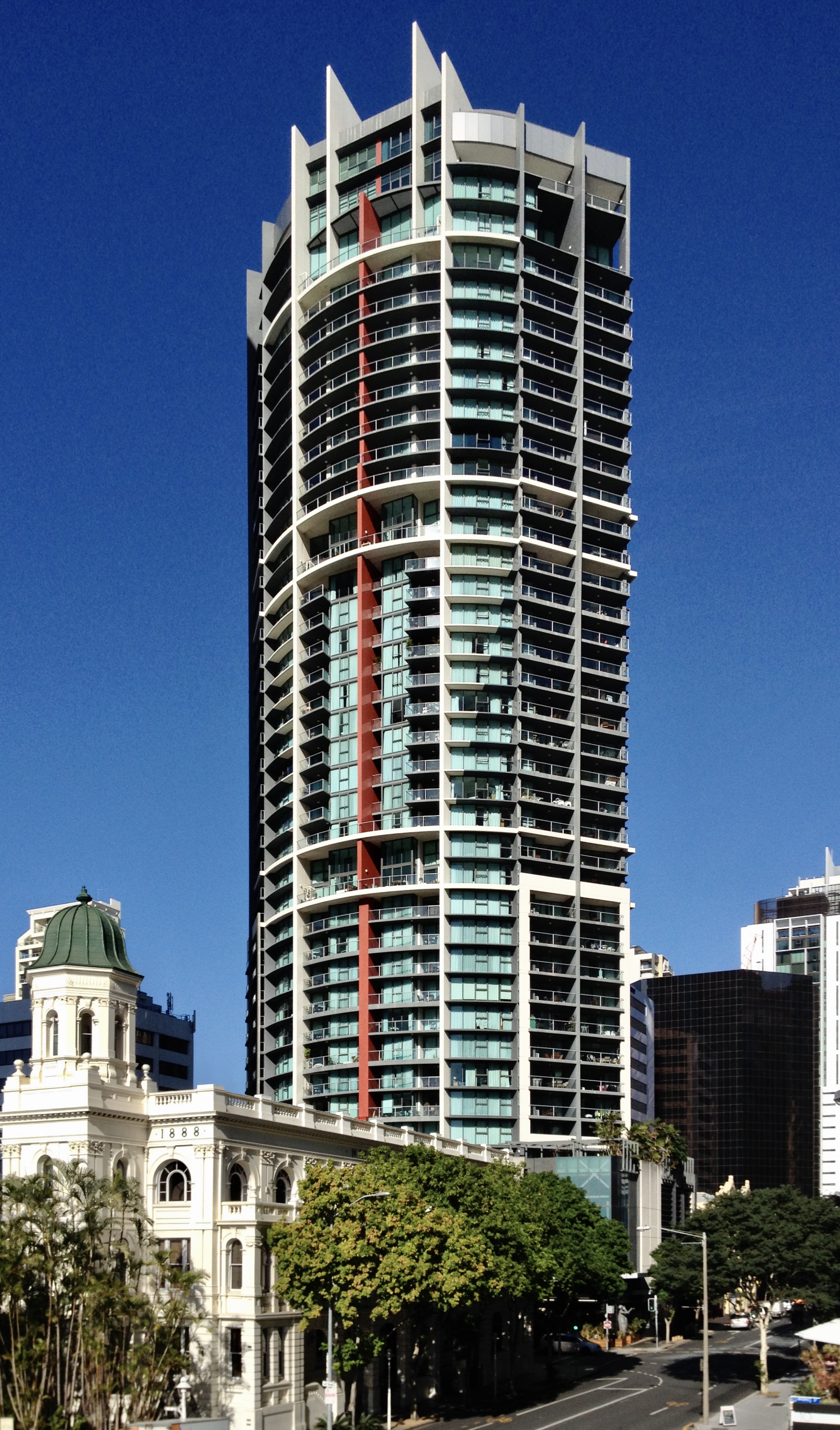
Felix Tower

| Rang | Nom                        | Hauteur | Étages | Année |
| ---- | -------------------------- | ------- | ------ | ----- |
| 1    | 1 William Street           | 260 m   | 43     | 2016  |
| 2    | Infinity Tower             | 249 m   | 81     | 2014  |
| 3    | Soleil                     | 243 m   | 74     | 2012  |
| 4    | Aurora                     | 207 m   | 69     | 2006  |
| 5    | Riparian Plaza             | 200 m   | 53     | 2005  |
| 6    | One One One Eagle Street   | 195 m   | 50     | 2012  |
| 7    | Central Plaza One          | 174 m   | 44     | 1988  |
| 8    | 275 George Street          | 171 m   | 32     | 2009  |
| 9    | Waterfront Place           | 162 m   | 40     | 1989  |
| 10   | 480 Queen Street           | 159 m   | 36     | 2016  |
| 11   | Brisbane Square            | 151 m   | 38     | 2006  |
| 11   | 180 Brisbane               | 151 m   | 34     | 2015  |
| 13   | Skyline Apartments         | 150 m   | 47     | 2007  |
| 13   | Santos Place               | 150 m   | 38     | 2009  |
| 13   | 400 George Street          | 150 m   | 37     | 2009  |
| 16   | Abian Botanic Gardens      | 148 m   | 41     | 2017  |
| 17   | M on Mary                  | 145 m   | 46     | 2007  |
| 18   | 111 George Street          | 145 m   | 30     | 1993  |
| 19   | Riverside Centre           | 142 m   | 40     | 1986  |
| 20   | Charlotte Towers           | 138 m   | 44     | 2007  |
| 21   | Festival Towers            | 135 m   | 42     | 2006  |
| 21   | AMP Place                  | 135 m   | 35     | 1978  |
| 23   | Comalco Place              | 134 m   | 35     | 1983  |
| 24   | Felix Tower                | 131 m   | 40     | 2004  |
| 24   | Spire                      | 131 m   | 40     | 2017  |
| 26   | King George Central        | 129 m   | 30     | 2012  |
| 27   | State Law Building         | 128 m   | 30     | 1977  |
| 28   | 123 Albert Street          | 127 m   | 34     | 2011  |
| 29   | River Place Apartments     | 126 m   | 38     | 2002  |
| 29   | Admiralty Towers II        | 126 m   | 38     | 1996  |
| 29   | Student One Wharf Street   | 126 m   | 40     | 2017  |
| 32   | Macrossan Apartments       | 125 m   | 35     | 2010  |
| 33   | River City Apartments      | 124 m   | 39     | 2003  |
| 34   | W Hotel                    | 121 m   | 34     | 2018  |
| 35   | Casino Towers              | 120 m   | 39     | 2005  |
| 35   | Metro 21 Apartments        | 120 m   | 39     | 2004  |
| 35   | Commonwealth Bank Building | 120 m   | 28     | 1989  |